# Liste der Biografien/Lep
Liste der Biografien |
Portal Biografien |
Personensuche
# |
A |
B |
C |
D |
E |
F |
G |
H |
I |
J |
K |
L |
M |
N |
O |
P |
Q |
R |
S |
T |
U |
V |
W |
X |
Y |
Z |
?
 
La |
Lb |
Lc |
Le |
Lg |
Lh |
Li |
Lj |
Ll |
Lm |
Lo |
Lp |
Lt |
Lu |
Lv |
Lw |
Lx |
Ly |
Lz
 
Lea |
Leb |
Lec |
Led |
Lee |
Lef |
Leg |
Leh |
Lei |
Lej |
Lek |
Lel |
Lem |
Len |
Leo |
Lep |
Leq |
Ler |
Les |
Let |
Leu |
Lev |
Lew |
Lex |
Ley |
Lez
Die Liste der Biografien führt alle Personen auf, die in der deutschsprachigen Wikipedia einen Artikel haben. Dieses ist eine Teilliste mit 292 Einträgen von Personen, deren Namen mit den Buchstaben „Lep“ beginnt.

## Lep

### Lepa
- Lepa, Adam (1939–2022), polnischer römisch-katholischer Geistlicher, Weihbischof in Łódź
- Lepa, Albert (1907–1991), deutscher Beamter und Sportfunktionär
- Lepa, Manfred (* 1936), deutscher Richter am Bundesgerichtshof
- Lepa, Marianne (* 1947), deutsche Volleyballspielerin
- Lepa, Martin (* 1976), estnischer Fußballspieler
- Lepa, Paula (1912–1984), deutsche Synchronsprecherin und Schauspielerin
- Lepădatu, Florea (1926–1981), rumänischer Skilangläufer
- Lepădatu, Victoria (* 1971), rumänische Ruderin
- LePage, Bradford William (1876–1958), kanadischer Politiker, Vizegouverneur von Prince Edward Island
- Lepage, Camille (1988–2014), französische Journalistin und Fotografin
- Lepage, Céline (1882–1928), französische Bildhauerin
- Lepage, Corinne (* 1951), französische Politikerin (MoDem, CAP21), MdEP
- Lepage, G. Peter (* 1952), kanadischer theoretischer Physiker
- Lepage, Henri (1908–1996), französischer Degenfechter
- Lepage, Jean-Denis G. G. (* 1952), französisch-niederländischer Historiker
- Lepage, Jean-François (* 1960), französischer Fotograf
- LePage, Paul (* 1948), US-amerikanischer Politiker (Republikanische Partei)
- Lepage, Philippe (* 1986), luxemburgischer Eishockeytorwart
- LePage, Pierce (* 1996), kanadischer Zehnkämpfer
- LePage, Pierrette (* 1939), kanadische Pianistin und Musikpädagogin
- Lepage, Robert (* 1957), kanadischer Theaterregisseur, Filmregisseur, Schauspieler, Drehbuchautor und Filmproduzent
- Lepage, Théophile (1901–1991), belgischer Mathematiker
- Lepailleur, Laure (* 1985), französische Fußballspielerin
- Lepak, Thorina (* 1985), deutsche Schriftstellerin und Germanistin
- Lepanto, Wassili (1940–2018), griechischer Künstler
- Lepape, Georges (1887–1971), französischer Modezeichner und Illustrator
- Lepape, Sébastien (* 1991), französischer Shorttracker
- Lepape, Séverine (* 1979), französische Kunsthistorikerin, Archivarin und Paläographin
- LePard, Stan (1956–2021), US-amerikanischer Komponist, Orchestrator und Sound Designer
- LeParmentier, Richard (1946–2013), US-amerikanischer SchauspielerRichard LeParmentier (1946–2013)

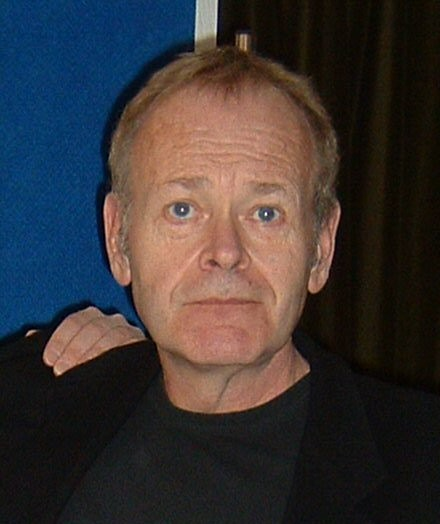
Richard LeParmentier (1946–2013)

- Lepassaar, Juhan (* 1978), estnischer EU-Beamter
- Lepaul, Esteban (* 2000), französischer Fußballspieler
- Lépaulle, François-Gabriel (1804–1886), französischer Maler
- Lepaute, Jean André (1720–1789), französischer königlicher Uhrmacher
- Lepaute, Jean Baptiste (1727–1802), französischer Uhrmacher
- Lepaute, Nicole-Reine (1723–1788), französische Astronomin und Mathematikerin
- Lepautre, Jean (1618–1682), französischer Kupferstecher
- Lepavzov, Metodi (1905–1983), jugoslawischer Künstler

### Lepc
- Lepcha, Stephen (* 1952), indischer Geistlicher, Bischof von Darjeeling
- Lepchenko, Varvara (* 1986), US-amerikanische Tennisspielerin
- Lepcke, Ferdinand (1866–1909), deutscher Bildhauer

### Lepe
- Lepe, Hugo (1940–1991), chilenischer Fußballspieler
- Lepe, Mario (* 1965), chilenischer Fußballspieler
- Lepe, Óscar (* 1968), chilenischer Fußballspieler
- L’Epée, Charles-Michel de (1712–1789), Gründer der ersten Schule für Taube der Welt
- LePeilbet, Amy (* 1982), US-amerikanische Fußballnationalspielerin
- Lepel, Bernhard von (1818–1885), preußischer Offizier und Schriftsteller
- Lepel, Egbert von (1881–1941), deutscher Funkpionier
- Lepel, Felix von (1899–1979), deutscher Musikkritiker, -historiker und -schriftsteller
- Lepel, Franz Heinrich Erich II. von (1803–1877), preußischer Offizier und Gutsherr
- Lepel, Friedrich Wilhelm von (1716–1783), deutscher Erb-, Lehns- und Gerichtsherr
- Lepel, Friedrich Wilhelm von (1774–1840), preußischer Militär, Adjutant des Prinzen Heinrich von Preußen
- Lepel, Georg Ferdinand von (1779–1873), kurhessischer Außenminister und Staatsminister von Sachsen-Coburg-Gotha
- Lepel, Gunther von (1903–1993), deutscher Filmproduzent
- Lepel, Hellmuth von (1773–1812), westphälischer Brigadegeneral
- Lepel, Ina (* 1962), deutsche Diplomatin
- Lepel, Joachim Otto Friedrich von (1740–1802), kurhessischer Obristwachtmeister bei der Leibgarde zu Pferd und zuletzt Fürstlich-Isenburg-Birsteinischer Kammer-Präsident
- Lepel, Karl Matthias von (1704–1766), preußischer Major
- Lepel, Monika (* 1962), deutsche Innenarchitektin
- Lepel, Otto Gustav von (1657–1735), Generalmajor, Rittergutsbesitzer und Gouverneur der Festung Küstrin
- Lepel, Philipp Sigismund von (1738–1815), Landrat des Usedom-Wollinschen Kreises
- Lepel, Rafał (* 1990), polnischer Biathlet
- Lepel, Victor von (1794–1860), hessischer Diplomat und Politiker
- Lepel, Victor von (1863–1918), preußischer Generalmajor
- Lepel, Wilhelm Heinrich von (1755–1826), Rittergutsbesitzer
- Lepel-Gnitz, Bruno von (1843–1908), deutscher Theaterregisseur
- Lepeletier, Félix (1767–1837), Politiker während der Französischen Revolution und des Ersten Kaiserreiches (Empire français)
- Lepelletier, Benoît (* 1978), französischer Schachspieler
- Lepelletier, François (* 1826), französischer Staatsmann
- Lepelley, René (1925–2011), französischer Romanist und Dialektologe
- Lepenant, Johann (* 2002), französischer Fußballspieler
- Lepenau, Wilhelm (1838–1901), deutscher Industrieller
- Lepenies, Philipp (* 1971), deutscher Wirtschafts- und Politikwissenschaftler
- Lepenies, Robert (* 1984), deutscher Politik- und WirtschaftswissenschaftlerRobert Lepenies (* 1984)

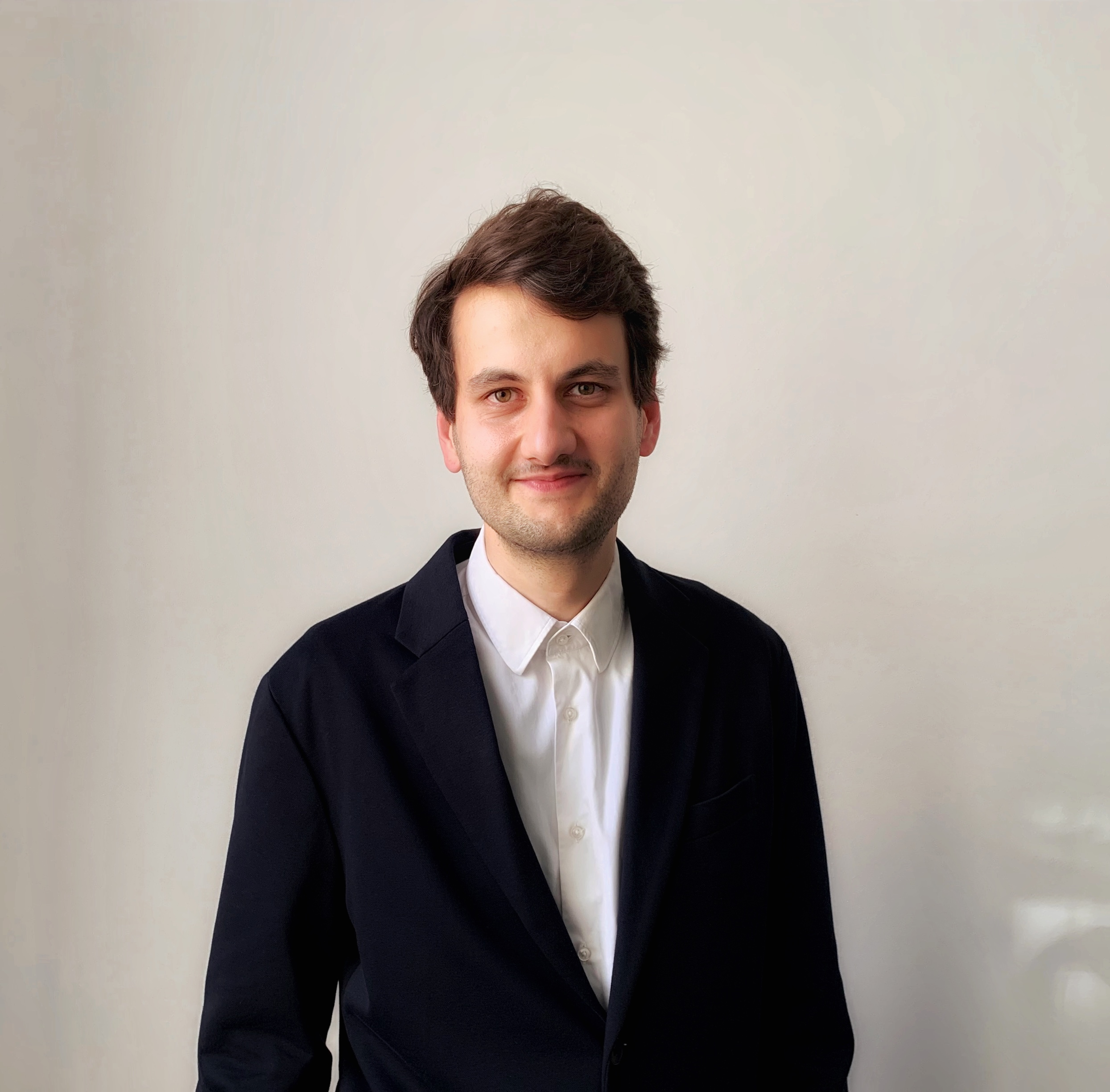
Robert Lepenies (* 1984)

- Lepenies, Wolf (* 1941), deutscher Soziologe, Wissenschaftspolitiker und wissenschaftlicher Schriftsteller
- Lepeniotis, Antonis (1932–2004), griechischer Filmregisseur und Drehbuchautor
- Lepercq, Aimé (1889–1944), französischer Politiker, Finanzminister
- Lepère, Alexis der Ältere (1799–1883), französischer Pomologe, Baumschulbesitzer und Obstzüchter
- Lepère, Alexis, der Jüngere († 1896), französischer Pomologe, Baumschulbesitzer und Obstzüchter
- Lepère, Anouck (* 1979), belgisches Model
- Lepère, Claire (1892–1956), deutsch-schweizerische Schriftstellerin
- Lepère, Edme Charles Philippe (1823–1885), französischer Staatsmann
- Lepère, Jean-Baptiste (1761–1844), französischer Architekt
- Lepeschinskaja, Olga Borissowna (1871–1963), russische Biologin
- Lepeschinskaja, Olga Wassiljewna (1916–2008), russische Primaballerina
- Lepetit, Bernard (* 1980), deutscher Biologe und Hochschullehrer
- Lepetit, Marc (* 1973), deutscher Filmproduzent
- Lepetit, Patrick (* 1966), französischer Handballspieler

### Leph
- Lephonse, Thomas Aquinas (* 1953), indischer Geistlicher, Bischof von Coimbatore

### Lepi
- Lepic, Louis (1765–1827), französischer Divisionsgeneral der Kavallerie
- Lepic, Ludovic-Napoléon (1839–1889), französischer Grafiker, Radierer und Maler sowie Archäologe
- Lépicier, Alexis-Henri-Marie (1863–1936), französischer Ordensgeistlicher, Kardinal und Bischof
- Lepida, Iunia, römische Adlige
- Lepidius Proculus, Lucius, römischer Primus Pilus
- Lepidus Praetextatus, Gaius Asinius, römischer Politiker und Senator
- Lepidus, Marcus Aemilius, römischer Politiker
- Lepidus, Marcus Aemilius († 216 v. Chr.), römischer Politiker
- Lepié, Ferdinand (1824–1883), österreichischer Maler
- Lepie, Herta (* 1943), deutsche Kunsthistorikerin
- Lepik von Wirén, Aino (* 1961), estnische Diplomatin
- Lepik von Wirén, Illimar (* 1989), estnischer Politiker und Diplomat
- Lepik, Andres (* 1961), deutscher Kunsthistoriker und Kurator
- Lepik, Jana (* 1981), estnische Dichterin
- Lepik, Kalju (1920–1999), estnischer Lyriker
- Lepik, Krista (* 1964), estnische Biathletin
- Lepik, Liis (* 1994), estnische Fußballspielerin
- Lepik, Marko (* 1977), estnischer Fußballspieler
- Lepik, Tõnu (* 1946), estnischer Weitspringer
- Lepikow, Dmitri Michailowitsch (* 1972), russischer Schwimmer
- Lepikson, Robert (1952–2006), estnischer Politiker und Rallye-Fahrer
- Lepiller, Matthias (* 1988), französischer Fußballspieler
- Lepin, Lidija Karlowna (1891–1985), russisch-sowjetische Physikochemikerin und Hochschullehrerin
- Lepin, Tenis Karlowitsch (1895–1964), sowjetischer Genetiker
- Lepinay, Jean-Michel de (1665–1721), französischer Gouverneur von Louisiana und von Grenada
- Lépine, Ambroise-Dydime (1840–1923), kanadischer Rebell
- Lépine, Christian (* 1951), kanadischer Geistlicher, römisch-katholischer Erzbischof von Montréal
- Lépine, Eddy De (* 1984), französischer Leichtathlet
- Lepine, Jason (* 1985), kanadischer Eishockeyspieler
- Lépine, Louis (1846–1933), französischer Polizist und PolitikerLouis Lépine (1846–1933)

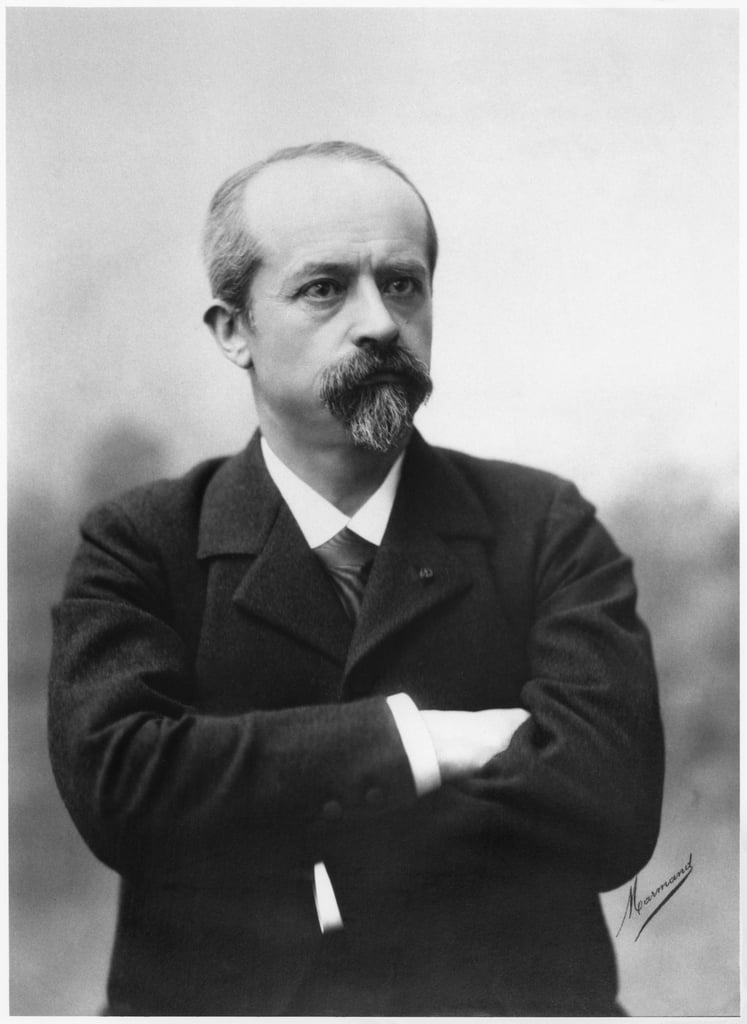
Louis Lépine (1846–1933)

- Lépine, Marc (1964–1989), kanadischer Amokläufer
- L’Épine, Margherita de († 1746), italienische Opernsängerin (Sopran)
- Lepine, Nate (* 1973), US-amerikanischer Jazzmusiker
- Lépine, Stanislas (1835–1892), französischer Landschaftsmaler
- Lepinjica, Ivan (* 1999), kroatischer Fußballspieler
- Lepinski, Franz (1896–1977), deutscher Kommunalpolitiker (SPD, SED)
- Lepistö, Hannu (* 1946), finnischer Skisprungtrainer
- Lepistö, Laura (* 1988), finnische Eiskunstläuferin
- Lepistö, Lauri (* 1996), finnischer Skilangläufer
- Lepistö, Markku (* 1963), finnischer Akkordeonist und Komponist
- Lepistö, Matti (1901–1991), finnischer Politiker, Mitglied des Reichstags, Landwirtschaftsminister
- Lepistö, Sami (* 1984), finnischer Eishockeyspieler
- Lepistu, Brent (* 1993), estnischer Fußballspieler

### Lepj
- Lepjochin, Iwan Iwanowitsch (1740–1802), russischer Arzt, Botaniker, Zoologe und Forschungsreisender
- Lepjoschkin, Anatoli Iwanowitsch (1938–2016), sowjetischer Eisschnellläufer
- Lepjoschkin, Michail (* 1975), kasachischer Biathlet

### Lepk
- Lepka, Gregor M. (1936–2016), österreichischer Dichter und Schriftsteller
- Lepka, Hubert (* 1958), österreichischer Choreograf und Regisseur
- Lepke, Gerda (* 1939), deutsche Malerin und Grafikerin
- Lepke, Rudolph (1845–1904), deutscher Kunsthändler
- Lepko, Wladimir Alexejewitsch (1898–1963), sowjetischer Schauspieler
- Lepkoff, Rebecca (1916–2014), US-amerikanische Fotografin
- Lepkowski, Erich (1919–1975), deutscher Oberstleutnant, Fallschirmjäger und Rekordhalter im nächtlichen Fallschirmspringen
- Lepkowski, Gerald, schottischer Schauspieler
- Lepkyj, Bohdan (1872–1941), ukrainischer Schriftsteller, Literaturwissenschaftler und Künstler

### Lepl
- Lepland, Ott (* 1987), estnischer Sänger
- Leplat, Julien Joseph (1889–1944), belgischer römisch-katholischer Geistlicher und Märtyrer
- Leplat, Raymond, Hugenotte, sächsischer Hofbeamter, Innenarchitekt, Museumsinspektor
- L’Eplattenier, Charles (1874–1946), Schweizer Maler und Architekt
- Leplée, Louis (1883–1936), französischer Nachtclubbesitzer
- Lepley, Jules (1836–1886), französischer Missionar und römisch-katholischer Bischof in Shanghai
- Leplow, Claas (* 1972), deutscher Jurist, Richter am Bundesgerichtshof

### Lepm
- Lepman, Jella (1891–1970), deutsche Schriftstellerin

### Lepn
- Lepner, Friedrich († 1701), deutscher Mediziner
- Lepner, Theodor († 1691), deutsch-baltischer lutherischer Pfarrer und Ethnograph
- Lepnurm, Hugo (1914–1999), estnischer Komponist

### Lepo
- Lepoint, Christophe (* 1984), belgischer Fußballspieler
- Lepoittevin, Eugène (1806–1870), französischer Maler
- Lepoivre, Elsa (* 1972), französische Schauspielerin
- Lepoix, Louis Lucien (1918–1998), französischer Industriedesigner
- Lepomme, Linda (* 1955), belgische Schauspielerin und Sängerin
- Lepore, Amanda (* 1967), US-amerikanische Transsexuelle, Model, Nightlife Hostess, Modeikone und DarstellerinAmanda Lepore (* 1967)

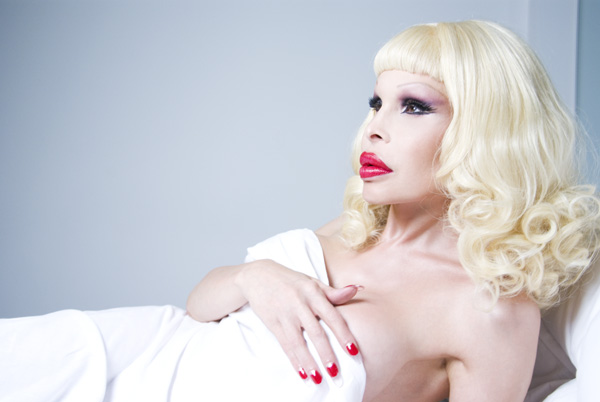
Amanda Lepore (* 1967)

- Lepore, Cal (1919–2002), US-amerikanischer Schiedsrichter im American Football
- Lepore, Jill (* 1966), US-amerikanische Historikerin, Essayistin und Autorin
- Lepore, Joseph (* 1967), US-amerikanischer Jazzmusiker (Bass)
- Lepori, Alberto (* 1930), Schweizer Politiker, Publizist, Tessiner Grossrat und Staatsrat der (CVP)
- Lepori, Giacomo (1843–1898), Schweizer Architekt und Ingenieur
- Lepori, Giuseppe (1902–1968), Schweizer Politiker (CVP)
- Lepori, Giuseppe Filippo (1800–1873), Schweizer Anwalt; Journalist, Politiker, Tessiner Grossrat und Staatsrat
- Lepori, Lou (* 1968), Schweizer Theater- und Literaturwissenschafter, Journalist und Schriftsteller
- Lepori, Mario (1894–1980), Schweizer Bonvivant, Sportler und Automobilrennfahrer
- Lepori, Mauro-Giuseppe (* 1959), Schweizer Ordensgeistlicher, Generalabt der ZisterzienserMauro-Giuseppe Lepori (* 1959)

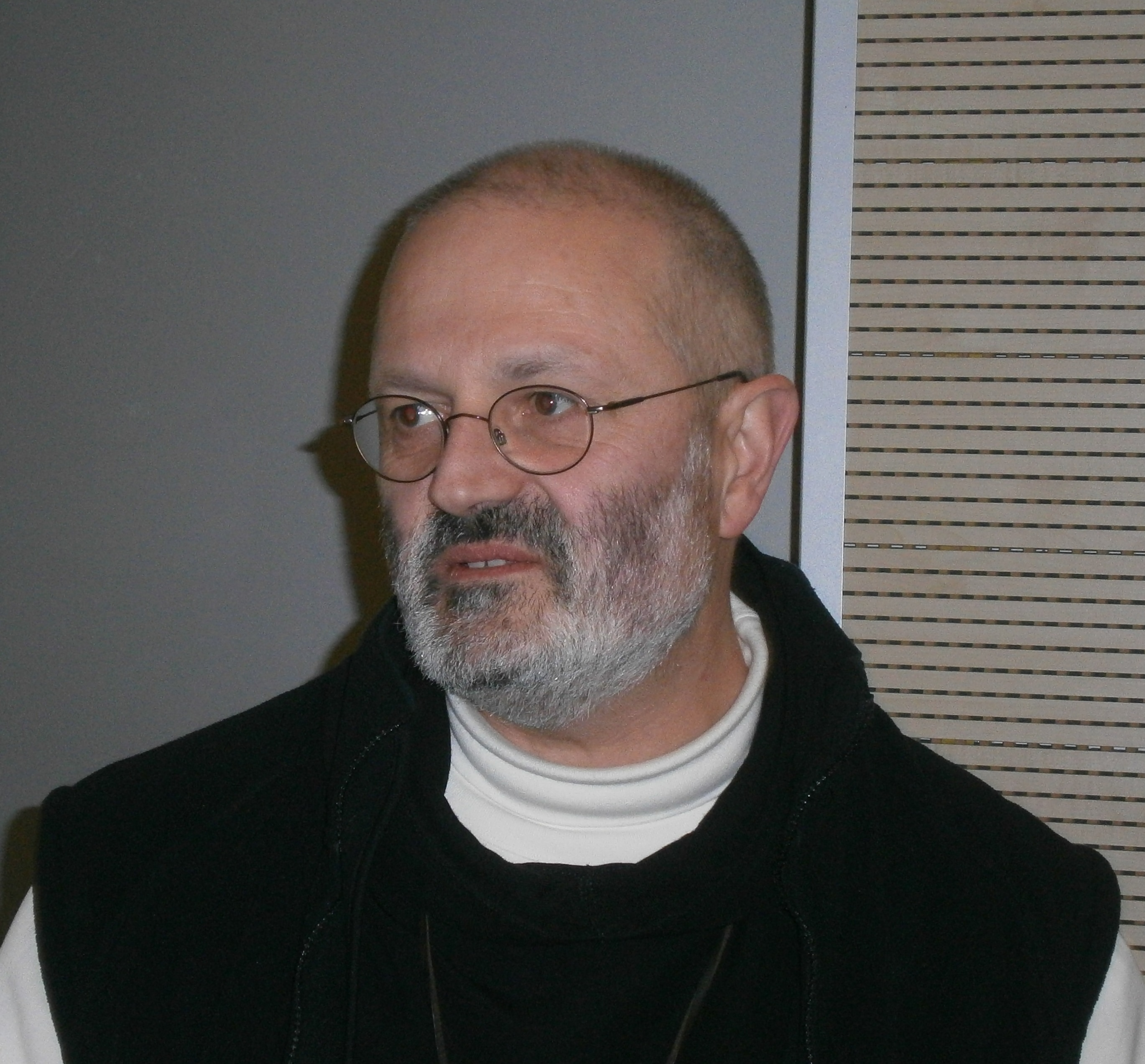
Mauro-Giuseppe Lepori (* 1959)

- Lepori, Mimi (1949–2016), Schweizer Politikerin (CVP)
- Lepori, Vivi, spanische Schauspielerin
- Leporini, Heinrich (1875–1964), österreichischer Kunsthistoriker
- Lepowsky, James Ivan (* 1944), US-amerikanischer Mathematiker

### Lepp
- Lepp, Adolf (1847–1906), deutscher Schriftsteller und Dichter
- Lepp, Agnes (* 1985), deutsche Jazzmusikerin (Gesang, Texte)
- Lepp, Claudia (* 1965), deutsche Historikerin
- Lepp, Helmut Friedrich (1913–1996), deutscher Zahnarzt
- Lepp, Ignace (1909–1966), französischer Ordensgeistlicher und Autor
- Lepp, Lodin, norwegischer Diplomat
- Lepp, Marta (1883–1940), estnische Schriftstellerin
- Leppä, Jari (* 1959), finnischer Politiker
- Leppa, Josef Franz (1901–1980), deutscher Schriftsteller
- Leppa, Karl Franz (1893–1986), deutscher Schriftsteller
- Leppälä, Anni (* 1981), finnische Fotografin
- Leppäluoto, JP (* 1974), finnischer Musiker
- Leppänen, Linda (* 1990), finnische Eishockeyspielerin und -trainerin
- Leppänen, Reijo (* 1951), finnischer Eishockeyspieler
- Leppänen, Urpo (1944–2010), finnischer Politiker, Mitglied des Reichstags
- Leppard, Raymond (1927–2019), britischer Cembalist, Dirigent und Komponist
- Leppard, Tom (1935–2016), englischer Guinness-Weltrekordler, meist tätowierter Senior der Welt
- Leppe, Marcelo (* 1970), chilenischer Paläobiologe und Polarforscher
- Leppek, Sabine (* 1970), deutsche Juristin
- Leppelt, Josef (1900–1950), österreichischer Gewichtheber
- Leppens, Eddy (* 1969), belgischer Karambolagespieler
- Leppentin, Christoph Nicolaus (1736–1809), deutscher Arzt und Schriftsteller
- Lepper, Andrzej (1954–2011), polnischer Politiker, Mitglied des SejmAndrzej Lepper (1954–2011)

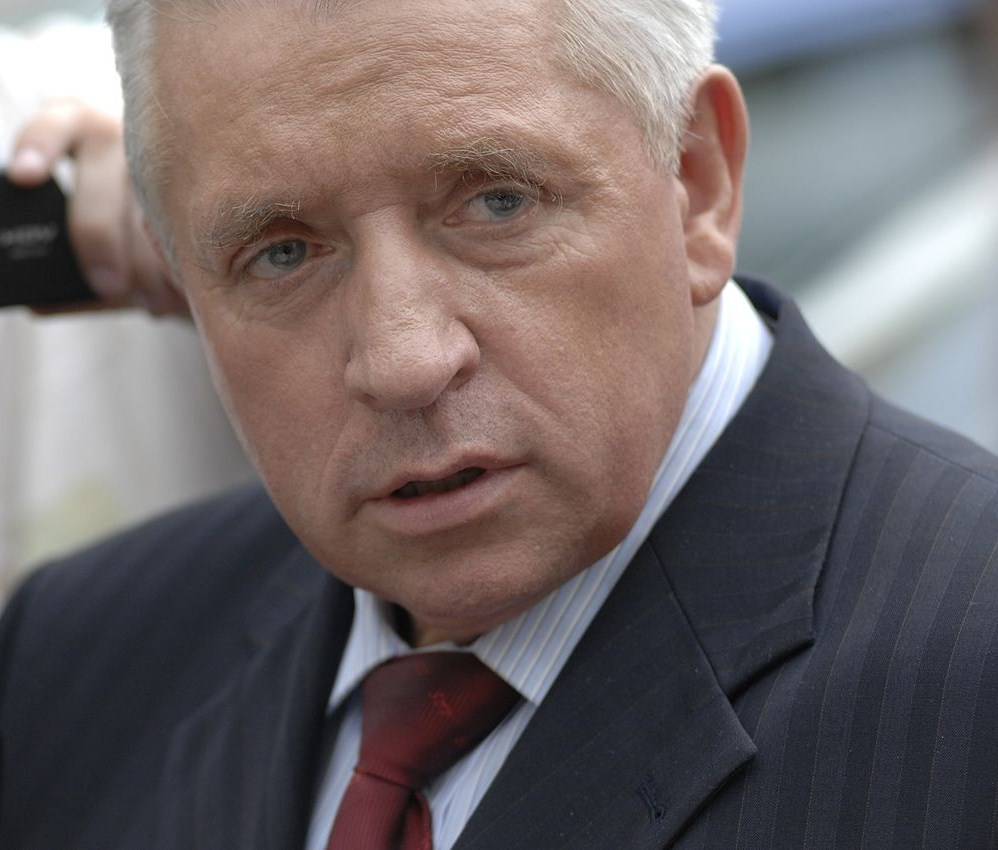
Andrzej Lepper (1954–2011)

- Lepper, Anne (* 1978), deutsche Schriftstellerin
- Lepper, Carsten (* 1975), deutscher Schauspieler und Musical-DarstellerCarsten Lepper (* 1975)

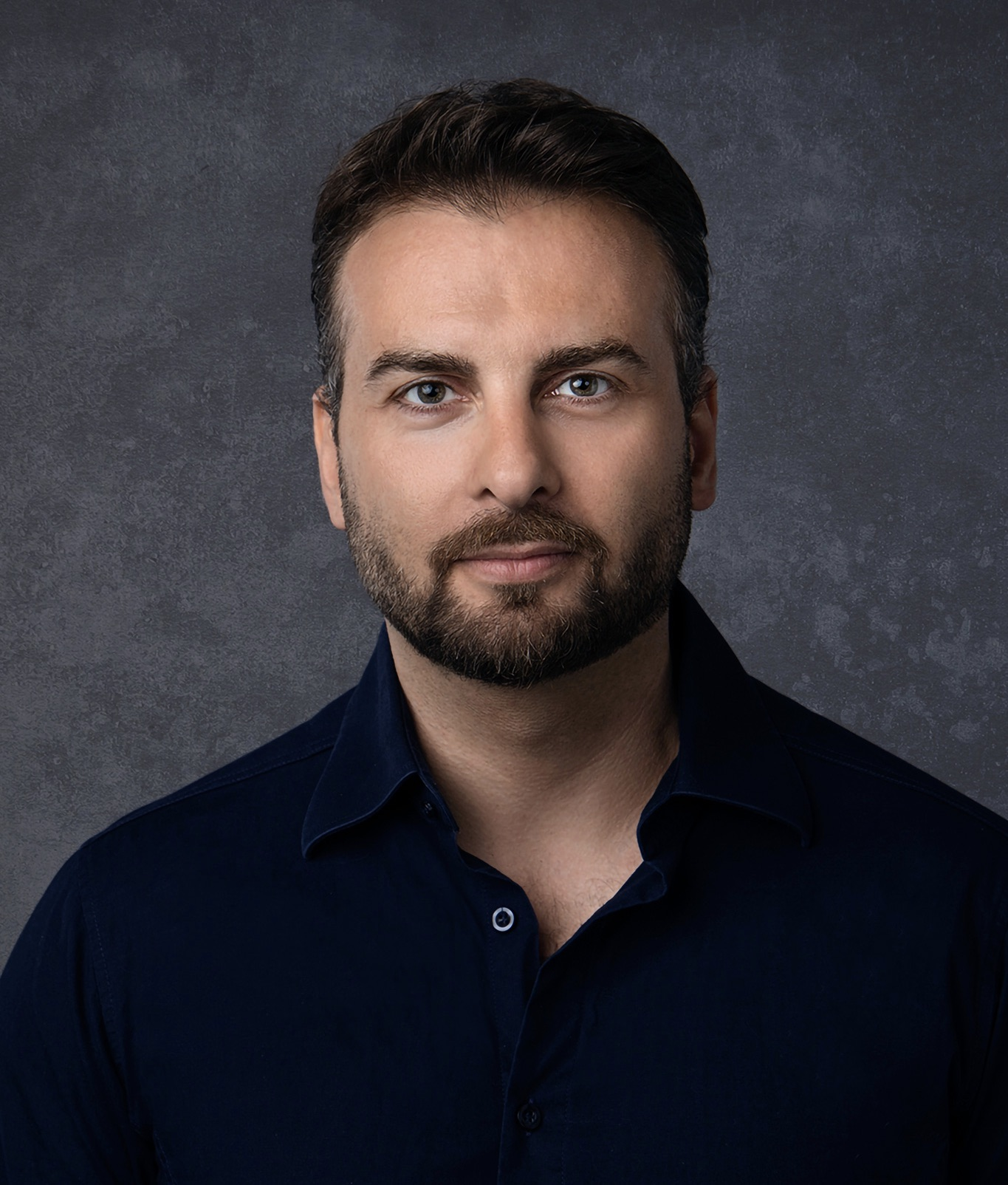
Carsten Lepper (* 1975)

- Lepper, Francis Alfred (1913–2005), britischer Althistoriker
- Lepper, Friedel (* 1931), deutscher Bildhauer
- Lepper, Gereon (* 1956), deutscher Bildhauer
- Lepper, Herbert (1935–2014), deutscher Archivar und Historiker
- Lepper, Jochen (* 1941), deutscher Geologe
- Lepper, Johannes (* 1960), deutscher Theaterregisseur
- Lepper, Marcel (* 1977), deutscher Literaturwissenschaftler, Hochschullehrer und Leiter des Literaturarchivs der Akademie der Künste, Berlin
- Lepper, Mihkel (1900–1980), estländischer Stummfilmpionier
- Lepper, Ulrich (* 1950), deutscher Verwaltungsjurist, Datenschutzbeauftragter des Landes Nordrhein-Westfalen
- Lepper, Verena (* 1973), deutsche Ägyptologin
- Lepperdinger, Friedrich (1927–2022), österreichischer Historiker
- Lepperdinger, Hans (1905–1984), deutscher Militär, Oberst der deutschen Wehrmacht im Zweiten Weltkrieg
- Leppert, Hans, deutscher Skispringer
- Leppert, Lucas (* 1997), deutscher Schauspieler
- Leppich, Franz (* 1778), deutscher Erfinder und Musiker
- Leppich, Johannes (1915–1992), deutscher Ordensgeistlicher, Jesuit und Wanderprediger
- Leppien, Helmut R. (1933–2007), deutscher Kunsthistoriker und Museumskurator
- Leppien, Jean (1910–1991), deutsch-französischer Maler
- Leppien, Jörn-Peter (1943–2020), deutscher Historiker, Politologe und Publizist
- Leppien, Suzanne (1907–1982), ungarisch-französische Fotografin und Weberin
- Leppikorpi, Stella (* 2005), finnische Schauspielerin
- Leppilampi, Mikko (* 1978), finnischer Schauspieler und Musiker
- Leppin, Angelika (* 1968), deutsche Juristin, Rechtsanwältin und Hochschullehrerin
- Leppin, Anne (* 1967), deutsche Filmproduzentin und Geschäftsführerin
- Leppin, Harald (* 1957), deutscher Fußballtorhüter
- Leppin, Hartmut (* 1963), deutscher Althistoriker
- Leppin, Jonas (* 1983), deutscher Journalist
- Leppin, Otto (1850–1937), deutscher Architekt
- Leppin, Paul (1878–1945), deutschsprachiger Prager Schriftsteller
- Leppin, Saskia (* 1985), deutsche Sängerin und Musicaldarstellerin
- Leppin, Volker (* 1966), deutscher evangelischer Theologe und Professor für KirchengeschichteVolker Leppin (* 1966)

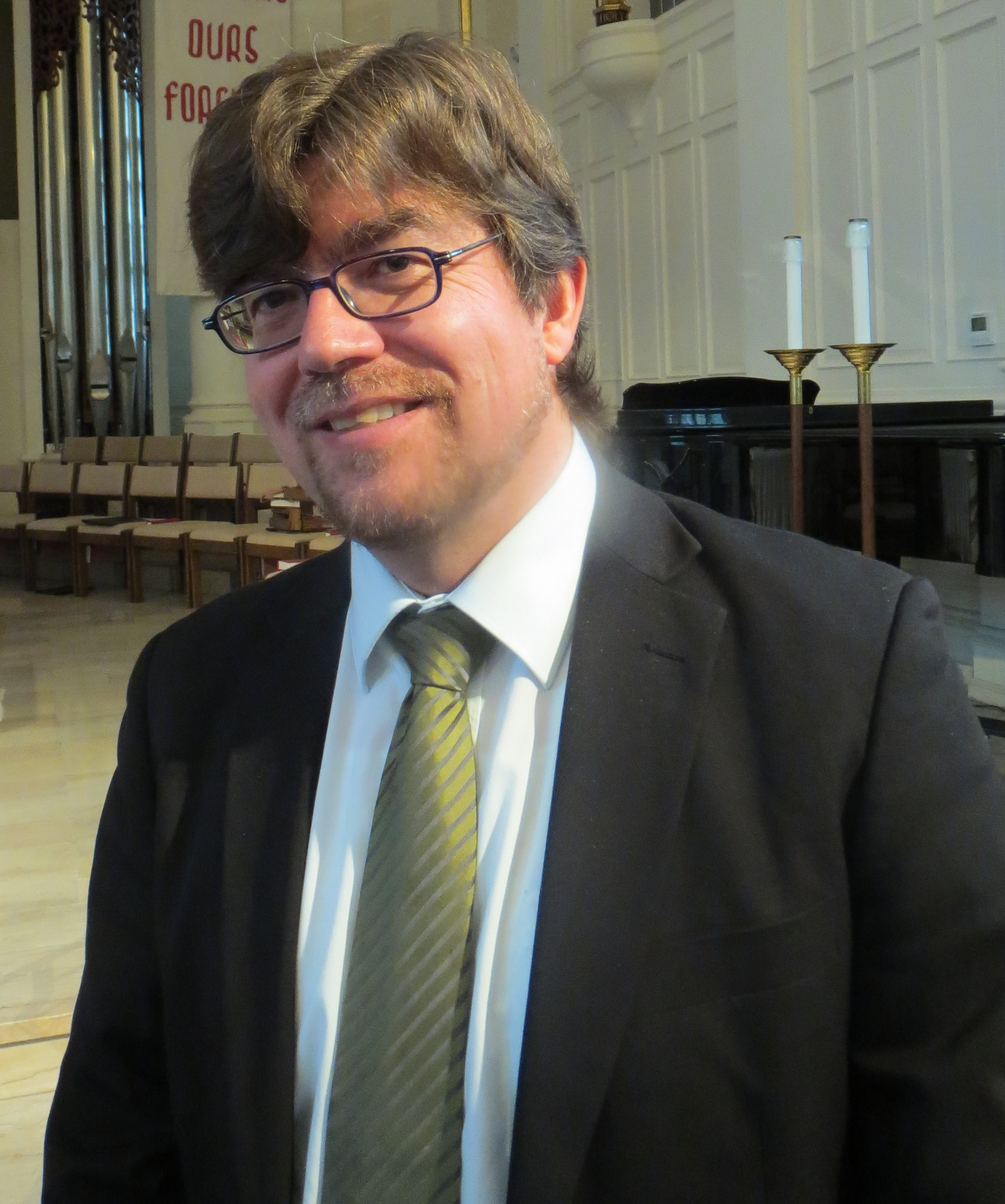
Volker Leppin (* 1966)

- Lepping, Carola (1921–2009), deutsche Schriftstellerin
- Lepping, Claudia (* 1968), deutsche Leichtathletin, Dopingbekämpferin
- Lepping, George (1947–2014), salomonischer Politiker, Generalgouverneur der Salomonen
- Leppinger, Anette (* 1951), deutsche Politikerin (SPD), MdL
- Leppla, August (1859–1924), deutscher Geologe
- Leppla, Rupprecht (1900–1982), deutscher Bibliothekar und Landeshistoriker
- Leppla, Ruth (* 1948), deutsche Politikerin (SPD), MdL
- Leppmann, Arthur (1854–1921), deutscher Arzt, Gerichtsmediziner, Psychiater und Neurologe
- Leppmann, Franz (1877–1948), deutscher Journalist und Publizist
- Leppmann, Friedrich (1872–1952), deutscher Psychiater und Gefängnisarzt
- Leppmann, Wolfgang (1902–1943), deutscher Slawist
- Leppmann, Wolfgang (1922–2002), deutsch-amerikanischer Germanist

### Lepr
- Lepra, Jorge (1942–2016), uruguayischer Politiker und Diplomat
- Lepre, Francesco (* 1975), italienischer Judoka
- Lepre, Gianni (* 1947), italienischer Theater-, Film- und Fernsehregisseur
- Leprêtre, Rémy-Louis (1878–1961), französischer Ordensgeistlicher, römisch-katholischer Erzbischof und Diplomat des Heiligen Stuhls
- Leprevost, Pénélope (* 1980), französische Springreiterin
- Leprich, Uwe (* 1959), deutscher Energie- und Wirtschaftswissenschaftler
- Leprin, Marcel (1891–1933), französischer Maler
- Leprince de Beaumont, Jeanne-Marie (1711–1780), französische Romancière und Autorin
- Leprince, Engrand, französischer Glasmaler der Renaissance
- Leprince, Jean-Baptiste (1734–1781), französischer Maler
- Leprince-Ringuet, Grégoire (* 1987), französischer Schauspieler
- Leprince-Ringuet, Louis (1901–2000), französischer Physiker
- Lepro, Alfredo (1903–1986), uruguayischer Politiker, Diplomat und Journalist
- Leproux, Denis (* 1964), französischer Radrennfahrer

### Leps
- Leps, Ergas (* 1939), kanadischer Mittelstreckenläufer und Sprinter
- Leps, Grigori (* 1962), russischer Sänger und Songwriter georgischer AbstammungGrigori Leps (* 1962)

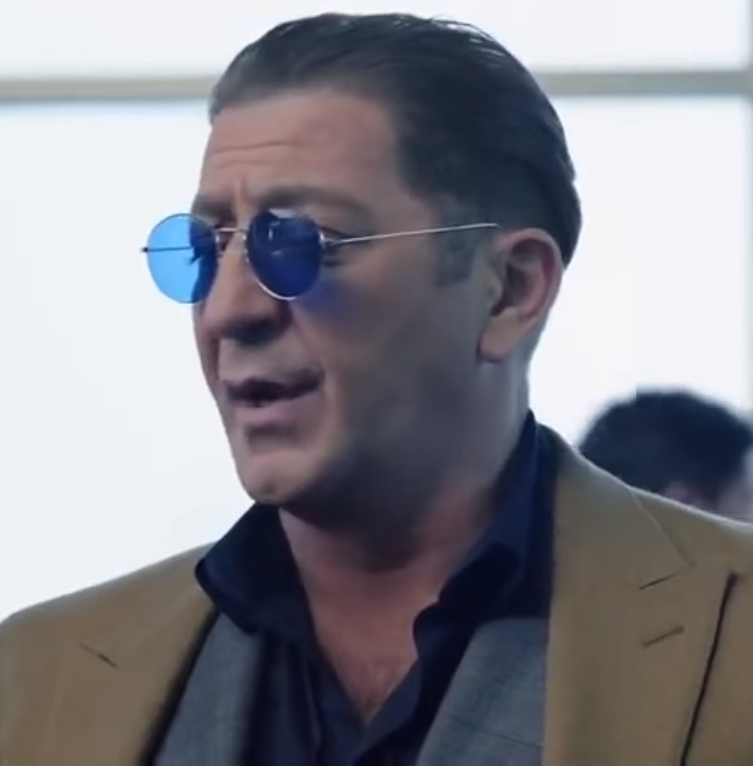
Grigori Leps (* 1962)

- Leps, Irene (* 1959), deutsche Autorin und Illustratorin
- Leps, Karl (1883–1945), deutscher Politiker (SPD, USPD, KPD, NSDAP)
- Leps, Otto Friedrich von (1679–1747), preußischer General der Infanterie
- Lepschakow, Dastan (* 1997), kirgisischer Billardspieler
- Lepschi, Lara (* 2001), deutsche Handballspielerin
- Lepselter, Alisa (* 1963), US-amerikanische Filmeditorin
- Lepsius, Bernhard (1854–1934), deutscher Chemiker, Direktor der Chemischen Fabrik Griesheim
- Lepsius, Carl Peter (1775–1853), Altertumswissenschaftler, Historiker, Schriftsteller, Beamter, Bürgermeister und Landrat von Naumburg
- Lepsius, Johannes (1858–1926), deutscher evangelischer Theologe, Orientalist und HumanistJohannes Lepsius (1858–1926)

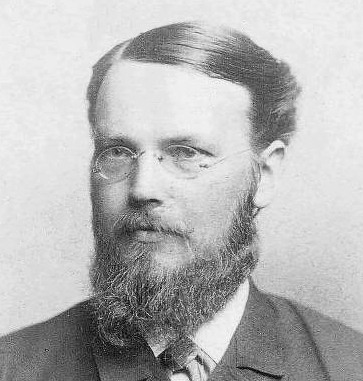
Johannes Lepsius (1858–1926)

- Lepsius, Karl Richard (1810–1884), deutscher Ägyptologe, Sprachforscher und Bibliothekar
- Lepsius, Mario Rainer (1928–2014), deutscher Soziologe
- Lepsius, Oliver (* 1964), deutscher Rechtswissenschaftler
- Lepsius, Reinhold (1857–1922), deutscher Porträtmaler der Berliner Sezession und Impressionist
- Lepsius, Renate (1927–2004), deutsche Politikerin (SPD), MdB
- Lepsius, Richard (1851–1915), deutscher Geologie
- Lepsius, Richard (1885–1969), deutscher Chemiker und Reichsrichter
- Lepsius, Sabine (1864–1942), deutsche Porträtmalerin
- Lepsius, Susanne (* 1969), deutsche Rechtshistorikerin
- Lepsøe, Kristoffer (1922–2006), norwegischer Ruderer
- Lepszy, Edward (1855–1932), polnischer Maler
- Lepszy, Leonard (1856–1937), polnischer Montanist, Bergrat und Kunsthistoriker

### Lept
- Leptien, Rudolf (1907–1977), deutscher Maler und Bildhauer
- Leptien, Senta (1912–1998), russisch-deutsche Malerin
- Leptikow, Wiktor (* 1987), kasachischer Hürdenläufer
- Leptin, Horst (1927–2017), deutscher Mathematiker
- Leptin, Maria (* 1954), deutsche Biologin und Immunbiologin, Leiterin des EMBO
- Leptines, athenischer Politiker
- Leptines, Bruder des Tyrannen Dionysios I. von Syrakus
- Leptzow, Henning, mecklenburgischer Maler und Bildschnitzer

### Lepu
- Lepucki, Edan, US-amerikanische Schriftstellerin
- Lepuschütz, Hans (1910–1984), österreichischer Jurist

### Lepv
- Lepvraud, Murielle (* 1974), französische Politikerin

### Lepz
- Lepzerin, Emirhan, kurdischer Emir